# Disastro minerario di Vorkuta
Il disastro minerario di Vorkuta è stato il crollo di una sezione della miniera Severnaja di Vorkuta, dovuto ad un'esplosione causata da una perdita di metano.
Il disastro di Vorkuta è il secondo disastro minerario per numero di vittime nella storia russa, secondo solo a quello della Raspadskaj, che provocò 91 morti nel 2010.

## L'impianto
La città russa di Vorkuta è situata nel bacino carbonifero del Pečora, nella Repubblica dei Komi, e l'attività mineraria ha sempre contrassegnato la zona dagli anni '30 del '900.
La miniera in questione, la Severnaja (in russo: Северная; del nord), è gestita dalla Vorkutaugol, una sussidiaria della Severstal'.

## Il crollo
Il 25 febbraio 2016 due esplosioni, avvenute circa 780 metri sottoterra, hanno provocato il collasso di un settore della Severnaja, uccidendo 4 minatori e intrappolandone 26, mentre altri 81 sono stati prontamente evacuati con lievi ferite. Nonostante le operazioni di soccorso siano partite velocemente, sono state rallentate in primis dalla posizione piuttosto remota di Vorkuta, e poi dalla paura che potesse avvenire una terza esplosione.
Nella notte del 28 febbraio una terza esplosione ha ucciso 5 soccorritori e un altro minatore, mentre stavano tentando di raggiungere gli altri 26 intrappolati. Basandosi sulla traiettoria dell'esplosione e sull'alta presenza di monossido di carbonio, il ministro delle situazioni d'emergenza, Vladimir Pučkov, constatò che i minatori intrappolati erano morti e perciò le operazioni di soccorso s'interruppero.
Tra il 28 febbraio e il 1º marzo sono avvenute altre tre esplosioni, tuttavia non si sono registrate ulteriori vittime o feriti.